# 11795 Fredrikbruhn
A 11795 Fredrikbruhn (ideiglenes jelöléssel 1979 QM1) a Naprendszer kisbolygóövében található aszteroida. Claes-Ingvar Lagerkvist fedezte fel 1979. augusztus 22-én.